# Peter Bayerlein
Peter Bayerlein (* 1. Mai 1944 in Nürnberg), vollständiger Name: Peter Michael Bayerlein, ist ein deutscher Prähistorischer Archäologe und Historiker.

## Leben
Bayerlein studierte an der Universität Heidelberg Vor- und Frühgeschichte, Mittlere und Neuere Geschichte sowie Philosophie. 1980 konnte er erfolgreich mit Promotion dieses Studium abschließen. In seiner Dissertation prägte er den Begriff Oberlauterbacher Gruppe (etwa 4900–4500 v. Chr.) für eine Kultur der Jungsteinzeit (Neolithikum). Funde dafür wurden bis dahin verschiedenen Gruppen zugeschrieben.
Den Namen wählte er in Anlehnung an den 1936 von dem Münchner Prähistoriker Ferdinand Birkner (1868–1944) verwendeten Begriff Oberlauterbacher Gruppe. In Oberlauterbach (Kreis Landshut) in Niederbayern hatten 1913 und 1914 die Prähistoriker Ferdinand Birkner und Gero von Merhart aus München Grabungen vorgenommen, nachdem man beim Hopfenanbau auf urgeschichtliche Gruben gestoßen war.
Im Anschluss an sein Studium bekam Bayerlein eine Anstellung am Museum Wiesbaden, wo er bis 1981 wirkte. In diesem Jahr wechselte er an das Deutsche Archäologische Institut nach Kairo. Dieses Amt hatte er bis 1986 inne.
Seit 1986 arbeitete er als Buchautor und freier Journalist und seit 1995 lebt er in Mainz.

## Veröffentlichungen (Auswahl)
- Die Gruppe Oberlauterbach in Niederbayern (= Materialhefte zur bayerischen Vorgeschichte. Reihe A: Fundinventare und Ausgrabungsbefunde. 53). Lassleben, Kallmünz 1985, ISBN 3-7847-5053-2 (Zugleich: Heidelberg, Universität, Dissertation, 1984).
- Schinderhannes-Chronik. Von Miehlen bis Mainz. Ernst Probst, Mainz-Kostheim 2003, ISBN 3-936326-27-4.
- Schinderhannes-Ortslexikon. Von Abentheuer bis Züsch. Ernst Probst, Mainz-Kostheim 2003, ISBN 3-936326-28-2.
- Mitarbeiter an
  - Bodo Harenberg (Hrsg.): Harenberg-Kompaktlexikon. 3 Bände. Harenberg-Lexikon-Verlag, Dortmund 1996, ISBN 3-611-00542-8.
  - Bodo Harenberg (Hrsg.): Harenberg Personenlexikon. 4000 Biographien aus dem 20. Jahrhundert. Harenberg-Lexikon-Verlag, Dortmund 2000, ISBN 3-611-00893-1.